# 萊斯銀行糞化石
劳埃德银行粪化石是一块大型干燥人类古粪便标本，由约克考古信托基金会的考古学家在英格兰约维克（今约克）的维京人定居点发现。

## 描述
该粪化石出土于1972年，长20厘米，宽5厘米，可能是迄今为止发现的最大的人类粪便化石样本。由于该粪化石出土的地点后来建起了劳埃德银行约克分行，所以其被命名为劳埃德银行粪化石。这件粪化石出土于潮湿的泥炭层中，与其一起出土的还有木材、纺织品和皮革等文物。对劳埃德银行粪化石的分析表明，其排泄者主要以肉类和面包为食，而其中存在的数百个寄生虫卵说明排泄者的肠道中充满了肠道寄生虫。1991年，约克考古信托基金会的雇员，古粪便学家安德鲁·琼斯（英語：Andrew Jones）出于保险目的对这件化石进行了评估。评估后，他给出了这样的评价：“这是我所见过最令人兴奋的粪便……它就像皇冠上無可替代的珠宝。”这段话后来为国际各新闻所报道。

## 展出
自2008年以来，劳埃德银行粪化石一直在约维克北欧海盗中心展出。在此之前，其也曾在约克市的考古资源中心展出过，该中心是由约克考古信托基金会运营的外展和教育机构。2003年，它在一次展览中掉落并碎成三块，后来被修复。